# Brihaspa atrostigmella
Brihaspa atrostigmella là một loài bướm đêm trong họ Crambidae. Loài này có thể được tìm thấy ở Ấn Độ (Sikkim), Myanmar, Trung Quốc (Quảng Đông, Quảng Tây, Vân Nam), Bhutan, Bangladesh, Việt Nam và Thái Lan.
Tại Việt Nam, ấu trùng của loài bướm này thường được gọi với tên thông dụng là sâu chít, được dân gian xem như là Đông trùng hạ thảo của Việt Nam. Sâu chít được bắt về thường được người dân chế biến thành thức ăn và đặc biệt là ngâm rượu.

## Phân loài
- B. a. atrostigmella
- B. a. sinensis Caradja, 1933